# Extremadurština
Extremadurština je označení pro regionální jazyk nebo dialekt používaný ve španělské autonomní oblasti Extremadura, ale i na jihu provincie Salamanca (v Kastilii a León) a v menších částech provincie Huelva (v Andalusii). Používání extremadurštiny je ovšem na ústupu, používají ji především starší generace.

## Vymezení jazyka
Z lingvistického hlediska patří extremadurština mezi románské jazyky (podskupina indoevropských jazyků vycházejících z latiny), v rámci které se řadí do podskupin západoromanských jazyků a ibero-románských jazyků (spolu s dalšími jazyky iberského poloostrova). Názory na to, zda jde o samostatný jazyk se různí, často se bere pouze jako dialekt španělštiny.
Jazyk je nejblíže příbuzný s dialekty z asturoleonské skupiny, jako je asturština nebo mirandština.
Extremadurština má několik variant:
- Vysoká extremadurština (altu-estremeñu, v provincii Salamanca známá též jako Palra el Rebollal), je nejbližší asturskoleonským dialektům a nejvíce se liší od španělštiny. Používá se především v severní části Extremadury.
- Střední extremadurština (meyu estremeñu) a nízká extremadurština (baju estremeñu) jsou dialekty, které jsou velice blízké španělštině, přesto se také někdy berou jakožto dialekty extremadurštiny.

Od španělštiny se extremadurština liší výslovností některých slov (slovo ulice se řekne španělsky calle, extremadursky calli, zlato - španělsky oro, extremadursky oru), má i mírně odlišnou gramatiku, používá některá slova v dnešní španělštině zastaralá, obsahuje přejatá slova z portugalštiny nebo andaluské arabštiny.

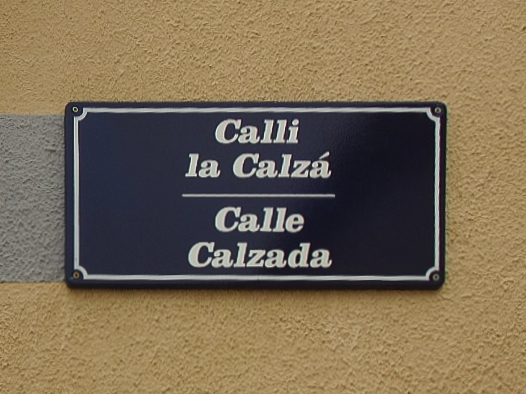
Dvojjazyčný (extremadurský a španělský) název ulice ve obci Robleda

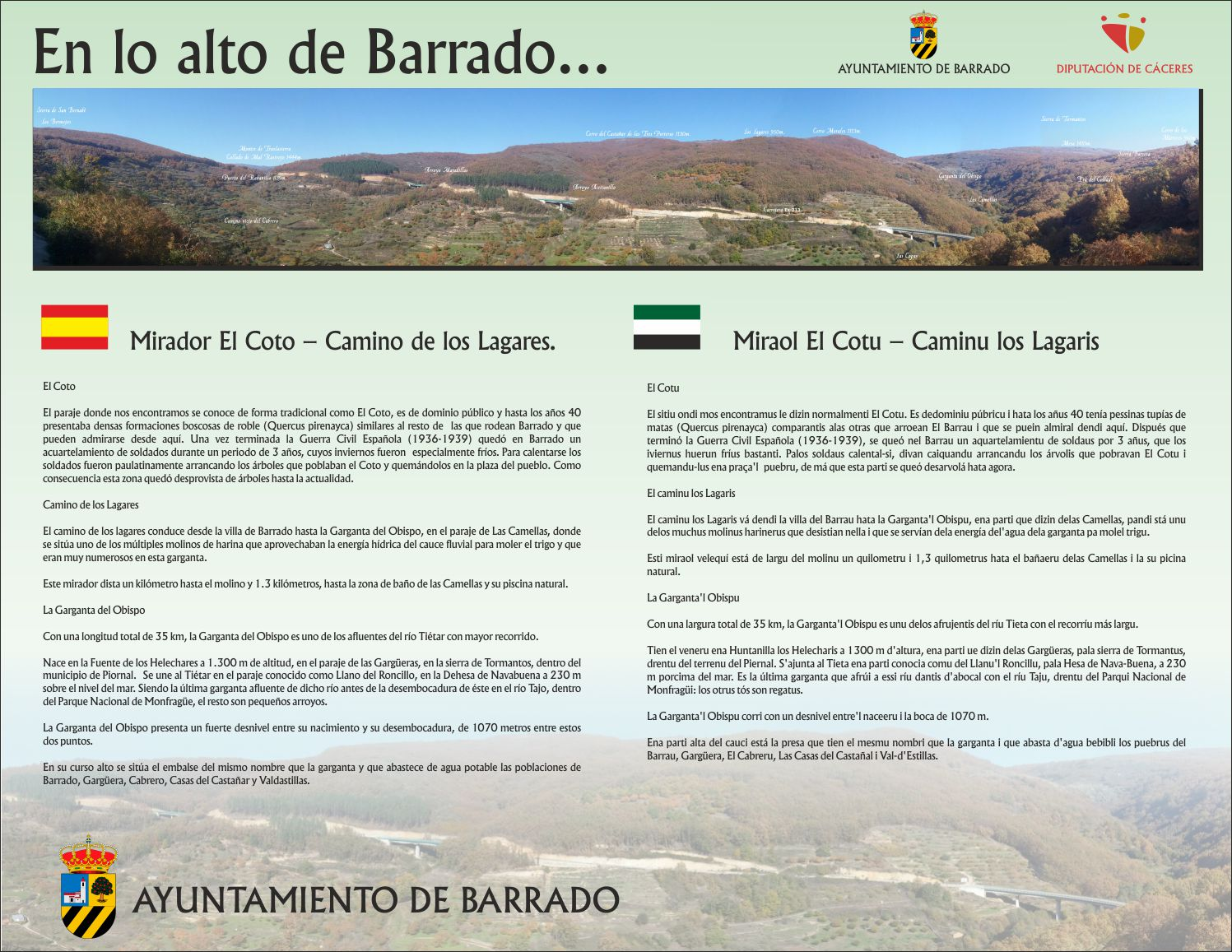
Dvojjazyčná španělsko-extremadurská naučná tabule v obci Barrado

## Historie
Extremadurština se dlouho používalo v regionu jakožto místní dialekt, první zápis extremadurských slov pochází až z roku 1875, z díla Idilio de última hora od Vicente Barrantese. Koncem 19. století začal vydávat básník José María Gabriel y Galán básně psané extremadurštině. V průběhu 20. století se začalo rozvíjet hnutí, považující extremadurštinu za vlastní jazyk. Začaly se objevovat návrhy na to, aby se Extremadura stala dvojjazyčným regionem (jako Galicie nebo Katalánsko).
Většina španělských, ani světových organizací ovšem extremadurštinu nepovažuje jako samostatný jazyk. Částečného uznání dosáhla v obcích Peñaparda a Robleda v provincii Salamanca, kde byly instalovány i dvojjazyčné názvy ulic. Existuje také extremadurská verze Wikipedie a několik organizací propagujících používání jazyka. Podle Ethnologue má extremadurština zhruba 200 tisíc mluvčích, ovšem tato informace je z roku 1994.

## Ukázka
Ukázka textu v extremadurštině:
Un estrumpiu hizu rejilal el hayeu. El mielru voló largu. L'ardilla esapaició nel ñiu. Ubu otru estumpiu, i alogu algotru. El ombri, altonci, mentris caiba conas manus abiertas, los ojus nel enfinitu i el su cuelpu cayendu pol tolos laus albonda sangri, gañitó una parabra, una parabra namás, que resonó i anguañu acontina resonandu nel bosqui i en toa Astúrias: «Libertá!».
Stejný text ve španělštině:
Un estallido hizo temblar el hayedo. El mirlo voló lejos. La ardilla desapareció en el nido. Hubo otro estallido, y luego otro. El hombre, entonces, mientras caía con las manos abiertas, los ojos en el infinito y su cuerpo vertiendo por todas partes mucha sangre, gritó una palabra, sólo una palabra, que resonó y hoy sigue resonando en el bosque y en toda Asturias: «¡Libertad!».
Český překlad:
Bukovým lesem otřásl výbuch. Kos odletěl pryč. Veverka zmizela v hnízdě. Ozvala se další rána a pak další. Ten muž, když padal s nataženýma rukama, otevřenýma očima a svým tělem potřísněným spoustou krve, vykřikl slovo, jediné slovo, které znělo a dodnes zní v lese a po celé Asturii: « Svoboda!".